# Таустамяки
Та́устамяки (фин. Taustamäki) — посёлок в Элисенваарском сельском поселении Лахденпохского района Республики Карелия.

## Общие сведения
Через посёлок до 1998 года проходила железнодорожная ветка Элисенваара — Сювяоро, образуя «Остановочный пункт 3 км».
К посёлку подходит дорога местного значения 86К-121 («Элисенваара — Таустамяки»). Расстояние до Элисенваары — 2 км, до города Лахденпохья — 36 км.
Вследствие трудного доступа и отдалённости от крупных населённых пунктов посёлок занесён в Перечень труднодоступных и отдалённых местностей в Республике Карелия.

## Население
| 2002 | 2009 | 2010 | 2013 |
| ---- | ---- | ---- | ---- |
| 4    | ↘3   | ↗4   | ↘3   |